# Вимпелинваара (трамплин)
Центр по прыжкам с трамплина Вимпелинваара — комплекс для прыжков на лыжах с трамплина в финском городе Каяани, построенный для проведения соревнований по прыжкам на лыжах с трамплина.

## История
Первый трамплин в Каяани был построен в Тулликалло в 1920-х годах. Прыжки с трамплина и комбинированные соревнования по лыжному двоеборью проводились на трамплине в 1926 году. 
В 1934 году на холме Вимпелин был открыт первый трамплин К-40. В 1957 году он был разрушен и был построен новый комплекс для прыжков K-60 (HS62), с новый судебной вышкой на горнолыжном курорте Кайнуу. На эти цели Министерство образования получило пять миллионов финских марок от Министерства финансов. Открытие реконструированного комплекса состоялось 8 декабря 1957 года.
Комплекс трамплинов принимал финский лыжный чемпионат в 1959 году, а также в 1970 году, совместно с Рованиеми (Лыжный центр Оунасваара).
В 2003—2004 годах была проведена масштабная реконструкция, в результате которой были, по сути, полностью перестроены трамплины К-60, К-38 и К-24.
Финальные соревнования Hopeaompa были организованы в Каяани в 1978 и 2005 годах, а соревнования ветеранов по лыжному двоеборью — в 2009 году.
22 февраля 2017 года бригадой сапёрного батальона был произведён контролируемый подрыв трамплина К-60 и судейской вышки. На это событие собрались посмотреть несколько тысяч жителей города. Необходимость сноса возникла из-за плохого состояния комплекса и несоответствия современным требованиям безопасности. Летом 2017 года должна быть проведена реконструкция малых трамплинов (К-38, К-24, К-10, К-5).